# Паздер, Эндрю
Эндрю Франклин Па́здер (по-русски иногда Пу́здер; англ. Andrew Franklin Puzder; род. 11 июля 1950, Кливленд, Огайо) — американский предприниматель, CEO сети быстрого питания CKE Restaurants.

## Биография
В школьные годы играл в рок-группе и трижды подвергался исключению из школы из-за длинных волос. Посещал рок-фестиваль в Вудстоке и участвовал в марше мира на Вашингтон в 1969 году, а также учился в Кентском университете, когда в 1970 году в ходе протестов против Вьетнамской войны несколько его студентов погибли. После этого на некоторое время прервал обучение, вернувшись к рок-музыке. Позднее получил степень бакалавра наук в Кливлендском университете, а в 1978 году — степень доктора права в университете Вашингтона в Сент-Луисе. С 1978 по 1990 год занимался адвокатской практикой в юридических фирмах Морриса Шенкера и в компании The Stolar Partnership. В этот период одним из его корпоративных клиентов стал Карл Кархер, основатель сети ресторанов быстрого питания Carl’s Jr. (Кархер также возглавил сеть CKE Restaurants). В 1991 году Паздер переехал в Калифорнию, где до 1995 года работал в юридической компании Stradling, Yocca, Carlson & Rauth, затем занимал должность исполнительного вице-президента и главного юрисконсульта Fidelity National Financial, Inc. С 1997 года — исполнительный вице-президент и главный юрисконсульт CKE Restaurants, впоследствии занял должности президента и генерального директора этой сети, насчитывающей 3200 ресторанов быстрого питания с суммарным доходом 1,4 млрд долларов (помимо Carl’s Jr., ей принадлежит также сеть Hardee’s).
8 декабря 2016 года избранный президент Дональд Трамп выбрал Паздера кандидатом на пост министра труда в своём будущем кабинете. Это кадровое решение вызвало критику, поскольку возможный будущий министр труда в прошлом высказывался против повышения минимальной зарплаты, так как по его мнению эта мера вредит мелкому бизнесу и ведёт к сокращению рабочих мест. Он также критиковал программу повышения уровня оплаты сверхурочных, проводившуюся правительством Обамы, утверждая, что она сокращает возможности наёмных работников на рынке труда, и реформу системы здравоохранения «Obamacare» (по словам Паздера, она подорвала ресторанный бизнес в стране, поскольку из-за увеличения страховых выплат у людей осталось меньше денег на посещение ресторанов). 15 февраля 2017 года отозвал свою кандидатуру на пост министра.

## Личная жизнь
Паздер был женат на Лизе Хеннинг (Lisa Henning), которая в 1989 году обвинила его в домашнем насилии (Паздер эти обвинения отрицал).